# 1901 en astronomie
Cet article présente les événements qui se sont produits pendant l'année 1901 dans le domaine de l'astronomie.

## Événements

### Février
- 21 février : l'astronome amateur écossais Thomas David Anderson découvre la nova GK Persei[1].

### Mai
- 18 mai : L'éclipse totale du Soleil (en) à Sumatra est observée par des astronomes belges.

### Décembre
- 12 décembre : Norman Lockyer envoie à la Royal Society « The chemical origins of the lines in Nova Persei[2] ».

## Prix
- Prix Jules-Janssen (astronomie) :  Joseph Joachim Landerer, Thomas David Anderson et Henri Chrétien.
- Prix Lalande : John Macon Thome.
- Médaille d'or de la Royal Astronomical Society : Edward Charles Pickering.
- Prix Valz : Charles André.

## Publications
- Filippo Angelitti (it), Sulle principali apparenze del pianeta Venere durante dodici sue rivoluzioni sinodiche dal 1290 al 1309, Palerme.
- Robert Stawell Ball, The story of the heavens, édition révisée.
- Julius Bauschinger, Tafeln zur theoretischen Astronomie, Leipzig, W. Engelmann.
- George Comstock (en), Suggestions to teachers : designed to accompany a text-book of astronomy.
- Camille Flammarion, Curiosités de la science, Paris, Ernest Flammarion.
- J. R. L. Lange et John Watts de Peyster, The Copernican system : the greatest absurdity in the history of human thought [Le système de Copernic : la plus grande absurdité de l'histoire de la pensée humaine], Oakland (Californie).
- Percival Lowell, Carte de Mars[3].
- Alexandre Guy Pingré (auteur) et Guillaume Bigourdan (directeur de publication) : Annales célestes du dix-septième siècle.
- Adalbert Prey (de), Untersuchungen über die Bewegungsverhältnisse des Systems 70 Ophiuchi.
- Garrett P. Serviss (en), Pleasures of the telescope.
- Garrett P. Serviss, Other worlds : their nature, possibilities and habitability in the light of the latest discoveries, New York, D. Appleton and Co.
- David Peck Todd et William Thynne Lynn : Stars and telescopes : a hand-book of popular astronomy founded on the 9th ed. of Lynn's Celestial motions.
- Herbert Hall Turner, Modern astronomy : being some account of the revolution of the last quarter of a century (OCLC 938435065)
- Ivan Osipovich Yarkovsky, ingénieur polonais travaillant en Russie, décrit l'effet qui porte son nom[4].
- Charles A. Young, George C. Comstock, Robert Stawell Ball, Camille Flammarion et Harold Jacoby (en), Five weeks' study of astronomy (OCLC 1045547147)
- Charles A. Young, Lessons in astronomy including uranography : a brief introductory course without mathematics, Boston, Ginn[5]

## Naissances
- Janvier
  - 20 janvier : Louis Boyer (mort en 1999), astronome français.
- Avril
  - 11 avril : Donald Menzel (mort en 1976), astronome américain.
- Mai
  - 18 mai :
- Juin
  - 10 juin : Antonín Bečvář (mort en 1965), astronome tchèque.
  - 23 juin : Otto Heckmann (mort en 1983), astronome allemand.
  - 16 décembre : Peter van de Kamp (mort en 1995), astronome néerlandais.
- Sans date
  - Jorge Bobone (mort en 1958), astronome argentin.

## Décès
- Avril
  - 16 avril :
    - Adolphe Hirsch (né en 1830), astronome germano-suisse.
    - Henry Rowland (né en 1848), spectroscopiste américain.
- Juin
  - 13 juin : Truman Henry Safford (né en 1836), astronome américain.

## Note et référence
1. ↑  « GK Persei ». Il sera récompensé en France la même année par le prix Jules-Janssen.
2. ↑  https://royalsocietypublishing.org/doi/10.1098/rspl.1901.0120. L'article sera 
publié dans les comptes rendus de la Royal Society en 1902 : vol. 69, p. 354-360.
3. ↑  Aussi : Black and white drawing of Mars.
4. ↑  George Beekman, « The nearly forgotten scientist Ivan Osipovich Yarkovsky », Journal of the British Astronomical Association, vol. 115, no 4,‎ 2005, p. 207–212 (Bibcode 2005JBAA..115..207B).
5. ↑  L'édition de 1918, avec Anne Sewell Young, est en ligne aux États-Unis.